# Плюмаж
Плюма́ж (фр. plumage «оперение» от plume «перо») — украшение в виде перьевой опушки на головном уборе из перьев в виде веера.
Начиная с древности и до сих пор используется на конской сбруе или военных головных уборах в некоторых армиях (британской, канадской, индийской, малайзийской, пакистанской и других).
Считается символом власти и триумфа. Используется как атрибут священнослужителя в даосизме.

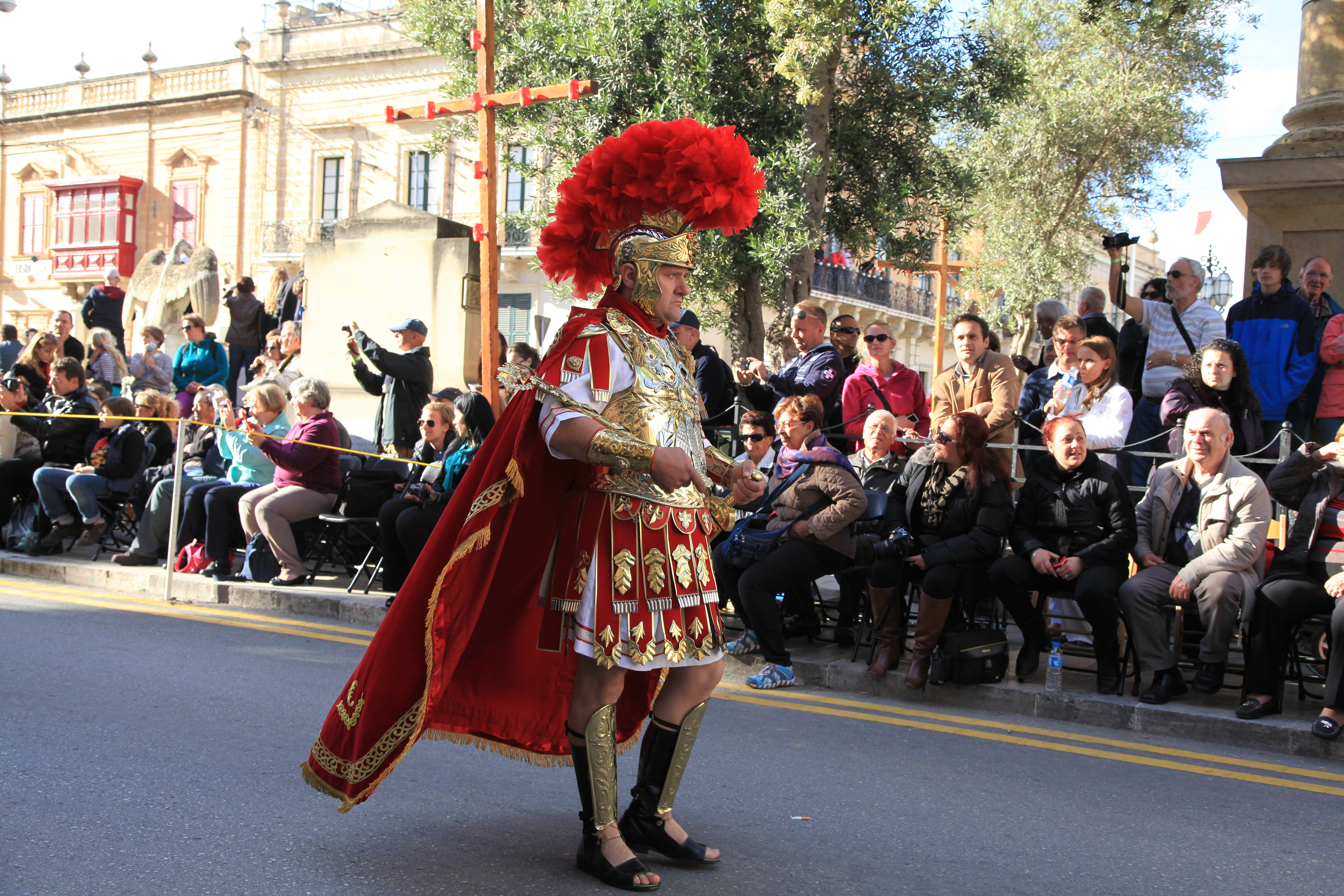
Плюмаж на римском легионере
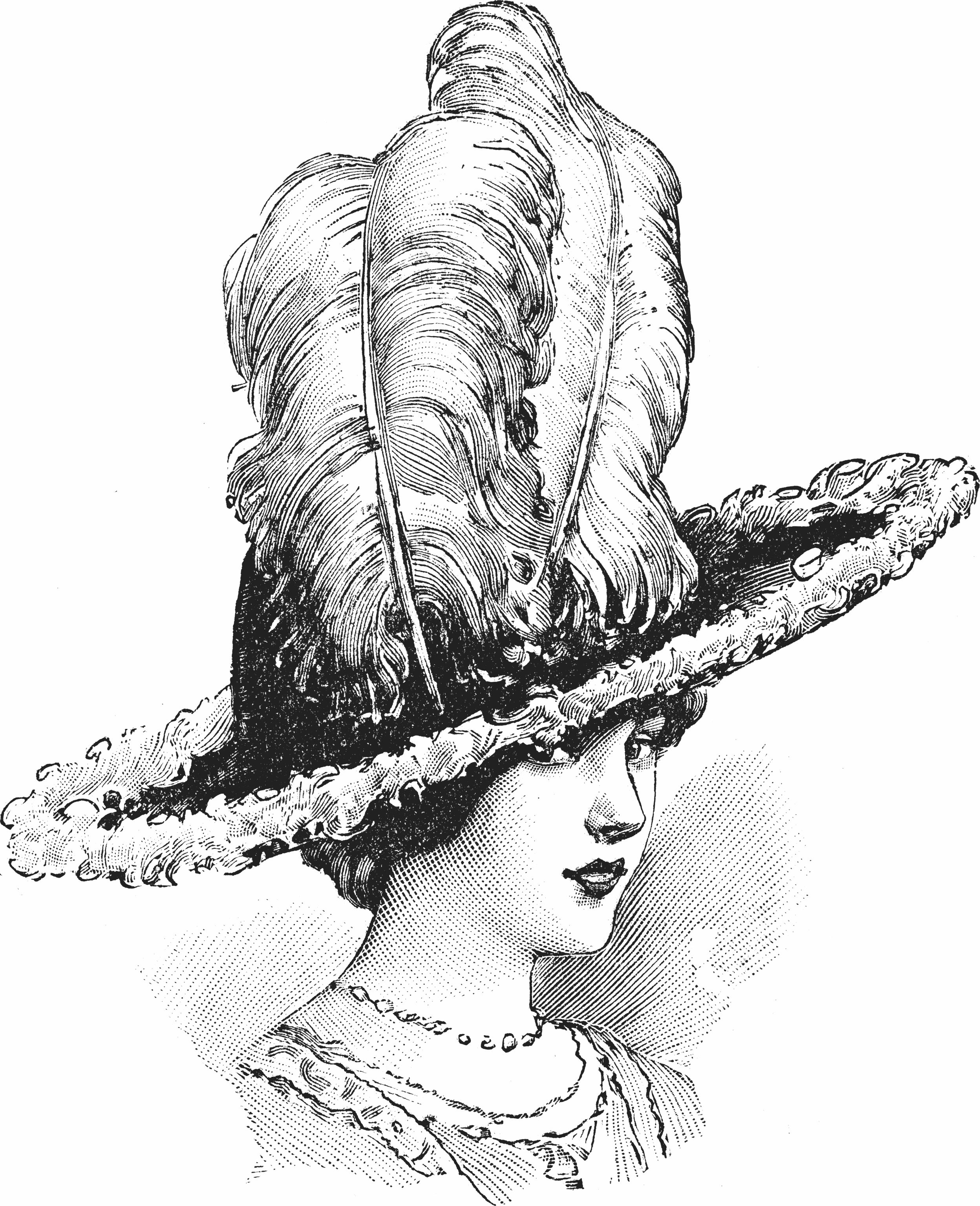
Плюмаж на шляпке
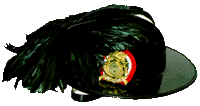
Шляпа берсальера с плюмажем
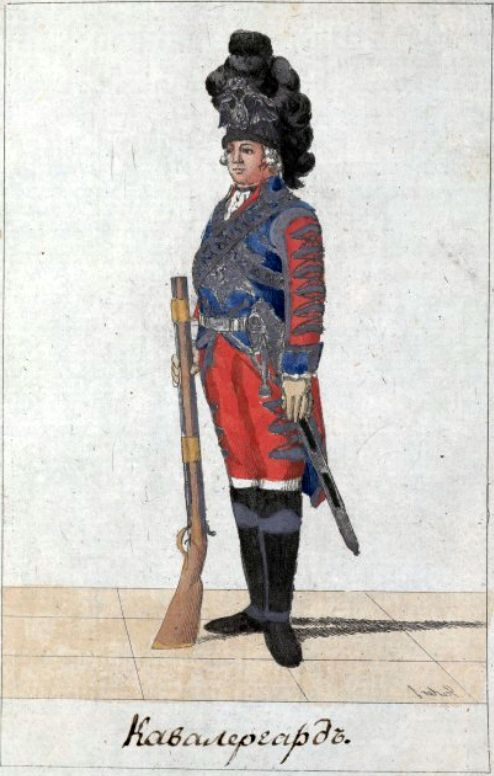
Мундир кавалергарда (1793)

## Великобритания
В Британской армии плюмаж входил и входит в парадную форму ряда пехотных полков (как правило, это фузилёры, а также шотландские и ирландские полки).